# Ivan Hlinka Memorial Tournament 2016
Das Ivan Hlinka Memorial Tournament 2016 war die 26. Austragung des Ivan Hlinka Memorial Tournament, eines Eishockeyturniers für Nachwuchs-Nationalmannschaften der Altersklasse U18. Es fand vom 8. bis zum 13. August 2016 im tschechischen Břeclav und im slowakischen Bratislava statt. Gastgeber Tschechien gewann mit einem Finalsieg gegen die Vereinigten Staaten seine erste Goldmedaille in der Geschichte des Turniers, während Seriensieger Kanada die Medaillenränge erstmals seit 2007 und nach acht Goldmedaillen in Folge verpasste.

## Modus
Die acht Teilnehmer wurden in zwei Gruppen mit je vier Mannschaften eingeteilt. In der Gruppenphase spielte jedes Team einmal gegen alle anderen Gruppenteilnehmer und absolvierte somit drei Spiele. Die jeweiligen Gruppenersten und -zweiten qualifizierten sich für das Halbfinale, das ebenso wie das Finale als K.-o.-Spiel ausgetragen wurde.

## Gruppenphase

### Gruppe A
| 8. August 2016 15:30 Uhr (Ortszeit) | Vereinigte Staaten Ivan Lodnia (15:31) Sasha Chmelevski (30:37) Michael Pastujov (51:09) Ryan Poehling (64:35) | 4:3 n. V. (1:1, 1:0, 1:2, 1:0) Spielbericht | Finnland Eero Teräväinen (18:52) Sami Moilanen (42:54) Eero Teräväinen (57:48) | Zimní stadion v Břeclavi, Břeclav Zuschauer: 239 |

| 8. August 2016 19:00 Uhr | Tschechien Matyáš Svoboda (8:32) Filip Zadina (14:51) Matyáš Svoboda (17:27) Ostap Safin (18:24) Martin Nečas (23:07) Filip Chytil (43:45) | 6:1 (4:1, 1:0, 1:0) Spielbericht | Schweiz Justin Sigrist (1:19) | Zimní stadion v Břeclavi, Břeclav Zuschauer: 1522 |

| 9. August 2016 15:30 Uhr | Schweiz Ramon Tanner (7:22) Nando Eggenberger (8:08) Sven Leuenberger (31:20) | 3:4 (2:2, 1:1, 0:1) Spielbericht | Vereinigte Staaten Michael Pastujov (8:52) Sasha Chmelevski (18:24) Mick Messner (37:49) Sasha Chmelevski (52:34) | Zimní stadion v Břeclavi, Břeclav Zuschauer: 296 |

| 9. August 2016 19:00 Uhr | Tschechien Ostap Safin (14:30) Filip Zadina (29:11) Jakub Galvas (30:34) Martin Kaut (41:00) Martin Nečas (59:58) | 5:3 (1:1, 2:1, 2:1) Spielbericht | Finnland Sami Moilanen (15:01) Sami Moilanen (24:11) Aleksi Anttalainen (54:51) | Zimní stadion v Břeclavi, Břeclav Zuschauer: 1794 |

| 10. August 2016 15:30 Uhr | Finnland Aleksi Anttalainen (23:16) Linus Nyman (30:42) Lauri Pajuniemi (44:33) Linus Nyman (45:55) | 4:3 (0:1, 2:0, 2:2) Spielbericht | Schweiz Gil Reymondin (7:48) Nicolas Müller (40:05) Nico Hischier (50:59) | Zimní stadion v Břeclavi, Břeclav Zuschauer: 284 |

| 10. August 2016 19:00 Uhr | Tschechien Filip Chytil (11:13) Ostap Safin (34:23) | 2:4 (1:1, 1:3, 0:0) Spielbericht | Vereinigte Staaten Ivan Lodnia (8:50) Ryan Poehling (28:47) Ryan Poehling (38:46) Ryan Poehling (39:49) | Zimní stadion v Břeclavi, Břeclav Zuschauer: 2103 |

| Pl. |                    | Sp | S | OTS | OTN | N | Tore  | Punkte |
| 1.  | Vereinigte Staaten | 3  | 2 | 1   | 0   | 0 | 12:08 | 8      |
| 2.  | Tschechien         | 3  | 2 | 0   | 0   | 1 | 13:08 | 6      |
| 3.  | Finnland           | 3  | 1 | 0   | 1   | 1 | 10:12 | 4      |
| 4.  | Schweiz            | 3  | 0 | 0   | 0   | 3 | 07:14 | 0      |

Abkürzungen: Pl. = Platz, Sp = Spiele, S = Siege, OTS = Siege nach Verlängerung oder Penaltyschießen, OTN = Niederlagen nach Verlängerung oder Penaltyschießen, N = Niederlagen

Erläuterungen: Qualifikant für das Halbfinale

### Gruppe B
| 8. August 2016 14:00 Uhr (Ortszeit) | Schweden Fabian Zetterlund (14:00) Marcus Sylvegård (32:03) Rickard Hugg (47:03) | 3:1 (1:0, 1:0, 1:1) Spielbericht | Russland Nikita Anochowski (44:33) | Zimný štadión Ondreja Nepelu, Bratislava Zuschauer: 512 |

| 8. August 2016 17:30 Uhr | Slowakei Filip Krivošík (50:52) Filip Krivošík (58:58) | 2:3 n. V. (0:2, 0:0, 2:0, 0:1) Spielbericht | Kanada Owen Tippett (1:09) Max Comtois (6:25) Max Comtois (64:31) | Zimný štadión Ondreja Nepelu, Bratislava Zuschauer: 1479 |

| 9. August 2016 11:30 Uhr | Slowakei Filip Krivošík (20:31) Patrik Hrehorčák (41:00) Matúš Havrila (55:13) | 3:6 (0:1, 1:4, 2:1) Spielbericht | Schweden Erik Brännström (15:23) Timothy Liljegren (26:03) Lukas Elvenes (28:29) Anton Johansson (28:50) Kalle Miketinac (37:30) Lukas Wernblom (44:45) | Zimný štadión Ondreja Nepelu, Bratislava Zuschauer: 979 |

| 9. August 2016 15:00 Uhr | Russland Iwan Tschechowitsch (58:16) Klim Kostin (58:52) | 2:1 (0:0, 0:1, 2:0) Spielbericht | Kanada Stelio Mattheos (21:18) | Zimný štadión Ondreja Nepelu, Bratislava Zuschauer: 764 |

| 10. August 2016 14:00 Uhr | Kanada Shane Bowers (4:35) Max Comtois (18:05) Max Comtois (19:08) Matthew Strome (44:07) | 4:1 (3:1, 0:0, 1:0) Spielbericht | Schweden Erik Brännström (16:35) | Zimný štadión Ondreja Nepelu, Bratislava Zuschauer: 645 |

| 10. August 2016 17:30 Uhr | Slowakei Jakub Köver (36:49) Filip Krivošík (57:19) | 2:5 (0:0, 1:1, 1:4) Spielbericht | Russland Danila Galenjuk (21:47) Andrei Swetschnikow (44:01) Andrei Swetschnikow (51:37) Klim Kostin (58:47) Jaroslaw Alexejew (59:59) | Zimný štadión Ondreja Nepelu, Bratislava Zuschauer: 1524 |

| Pl. |          | Sp | S | OTS | OTN | N | Tore  | Punkte |
| 1.  | Schweden | 3  | 2 | 0   | 0   | 1 | 10:08 | 6      |
| 2.  | Russland | 3  | 2 | 0   | 0   | 1 | 08:06 | 6      |
| 3.  | Kanada   | 3  | 1 | 1   | 0   | 1 | 08:05 | 5      |
| 4.  | Slowakei | 3  | 0 | 0   | 1   | 2 | 07:14 | 1      |

Abkürzungen: Pl. = Platz, Sp = Spiele, S = Siege, OTS = Siege nach Verlängerung oder Penaltyschießen, OTN = Niederlagen nach Verlängerung oder Penaltyschießen, N = Niederlagen

Erläuterungen: Qualifikant für das Halbfinale

## Platzierungsspiele

### Spiel um Platz 7
| 12. August 2016 14:00 Uhr (Ortszeit) | Slowakei Adam Ružička (3:52) Patrik Hrehorčák (20:52) Filip Krivošík (25:07) Adam Liška (28:30) Jakub Köver (40:55) Adam Ružička (57:39) | 6:3 (1:2, 3:1, 2:0) Spielbericht | Schweiz Robin Nyffeler (4:57) Nico Gross (9:18) Justin Sigrist (21:02) | Zimný štadión Ondreja Nepelu, Bratislava Zuschauer: 745 |

### Spiel um Platz 5
| 12. August 2016 15:30 Uhr (Ortszeit) | Kanada Ian Mitchell (19:36) Ian Mitchell (22:44) Nick Suzuki (29:26) Michael Rasmussen (51:24) | 4:3 (1:1, 2:1, 1:1) Spielbericht | Finnland Sami Moilanen (5:04) Linus Nyman (35:02) Santeri Virtanen (45:52) | Zimní stadion v Břeclavi, Břeclav Zuschauer: 425 |

## Finalrunde
|  | Halbfinale | Halbfinale         | Halbfinale |  |  | Finale | Finale             | Finale |
|  |            |                    |            |  |  |        |                    |        |
|  |            |                    |            |  |  |        |                    |        |
|  | A1         | Vereinigte Staaten | 4          |  |  |        |                    |        |
|  | B2         | Russland           | 3          |  |  |        |                    |        |
|  |            |                    |            |  |  | A1     | Vereinigte Staaten | 3      |
|  |            |                    |            |  |  | A2     | Tschechien         | 4      |
|  | B1         | Schweden           | 1          |  |  |        |                    |        |
|  | A2         | Tschechien         | 2          |  |  |        |                    |        |
|  |            |                    |            |  |  |        |                    |        |

### Halbfinale
| 12. August 2016 17:30 Uhr (Ortszeit) | Vereinigte Staaten Mick Messner (22:37) Ivan Lodnia (38:47) Sasha Chmelevski (51:30) Michael Pastujov (65:15) | 4:3 n. V. (0:0, 2:2, 1:1, 1:0) Spielbericht | Russland Klim Kostin (20:59) Alexander Ljachow (36:42) Michail Bizadse (41:44) | Zimný štadión Ondreja Nepelu, Bratislava Zuschauer: 328 |

| 12. August 2016 19:00 Uhr | Schweden Rasmus Dahlin (30:29) | 1:2 n. V. (0:0, 1:1, 0:0, 0:1) Spielbericht | Tschechien Filip Zadina (23:53) Jakub Galvas (69:38) | Zimní stadion v Břeclavi, Břeclav Zuschauer: 1968 |

### Spiel um Platz 3
| 13. August 2016 15:00 Uhr (Ortszeit) | Schweden Erik Aterius (27:52) Emil Bemström (38:10) Rickard Hugg (53:41) | 3:6 (0:4, 2:1, 1:1) Spielbericht | Russland Andrei Swetschnikow (3:51) Iwan Tschechowitsch (5:22) Daniil Lobanow (10:52) Andrei Swetschnikow (15:14) Maxim Maruschew (25:56) Klim Kostin (47:32) | Zimný štadión Ondreja Nepelu, Bratislava Zuschauer: 412 |

### Finale
| 13. August 2016 17:30 Uhr (Ortszeit) | Vereinigte Staaten Sasha Chmelevski (17:09) Mick Messner (21:08) Tommy Miller (31:01) | 3:4 (1:1, 2:2, 0:1) Spielbericht | Tschechien Filip Zadina (9:14) Filip Chytil (30:34) Filip Zadina (35:41) Ondřej Machala (52:23) | Zimní stadion v Břeclavi, Břeclav Zuschauer: 2325 |

### Sieger – Tschechien
| Sieger des Ivan Hlinka Memorial Tournament 2016 Tschechien | Torhüter: Jiří Patera, Jakub Škarek, Tomáš Vomáčka Verteidiger: Jan Bednář, Daniel Bukač, Jakub Galvas, Filip Král, David Kvasnička, Dalimil Mikyska, Ludvik Rutar, Radim Šalda Angreifer: Filip Chytil, Jaroslav Dvořák, Jan Hladoník, Martin Kaut, Jan Kern, Jáchym Kondelík, Ondřej Machala, Martin Nečas (C), Matěj Novák, Ostap Safin, Marek Škrvně, Matyáš Svoboda, Filip Zadina Trainer: Václav Varaďa |

## Beste Scorer
Abkürzungen: Sp = Spiele, T = Tore, V = Vorlagen, Pkt = Punkte, SM = Strafminuten; Fett: Bestwert
| Spieler          | Team               | Sp | T | V | Pkt | SM |
| ---------------- | ------------------ | -- | - | - | --- | -- |
| Sasha Chmelevski | Vereinigte Staaten | 5  | 5 | 5 | 10  | 2  |
| Michael Pastujov | Vereinigte Staaten | 5  | 3 | 6 | 9   | 2  |
| Filip Zadina     | Tschechien         | 4  | 5 | 2 | 7   | 0  |
| Ryan Poehling    | Vereinigte Staaten | 5  | 4 | 3 | 7   | 31 |
| Klim Kostin      | Russland           | 5  | 4 | 3 | 7   | 29 |
| Linus Nyman      | Finnland           | 4  | 3 | 4 | 7   | 2  |
| Sami Moilanen    | Finnland           | 4  | 4 | 2 | 6   | 2  |
| Martin Nečas     | Tschechien         | 5  | 2 | 4 | 6   | 2  |
| Filip Krivošík   | Slowakei           | 4  | 4 | 1 | 5   | 2  |
| Max Comtois      | Kanada             | 4  | 4 | 1 | 5   | 8  |

## Beste Torhüter
Die kombinierte Tabelle zeigt die jeweils drei besten Torhüter in den Kategorien Gegentorschnitt und Fangquote.
Abkürzungen: Sp = Spiele, Min = Eiszeit (in Minuten), S = Siege, N = Niederlagen, GT = Gegentore, SO = Shutouts, Sv% = gehaltene Schüsse (in %), GTS = Gegentorschnitt; Fett: Bestwert
Es werden nur Torhüter erfasst, die mindestens 60 Minuten absolviert haben. Sortiert nach bestem Gegentorschnitt.
| Spieler          | Team       | Sp | Min | S | N | GT | SO | Sv%  | GTS  |
| ---------------- | ---------- | -- | --- | - | - | -- | -- | ---- | ---- |
| Artem Melnikow   | Russland   | 2  | 120 | 2 | 0 | 3  | 0  | 96,1 | 1,50 |
| Jakub Škarek     | Tschechien | 4  | 249 | 4 | 0 | 7  | 0  | 93,9 | 1,69 |
| Ian Scott        | Kanada     | 1  | 64  | 1 | 0 | 2  | 0  | 92,0 | 1,88 |
| Olle Eriksson Ek | Schweden   | 4  | 238 | 1 | 3 | 10 | 0  | 92,7 | 2,52 |

## Abschlussplatzierungen
| Pl. | Team               |
| --- | ------------------ |
| 1   | Tschechien         |
| 2   | Vereinigte Staaten |
| 3   | Russland           |
| 4   | Schweden           |
| 5   | Kanada             |
| 6   | Finnland           |
| 7   | Slowakei           |
| 8   | Schweiz            |